# Temporada da ATP de 2010
A temporada da ATP de 2010 foi o circuito masculino dos tenistas profissionais de elite para o ano em questão. A Associação de Tenistas Profissionais (ATP) organiza a maioria dos eventos – os ATP World Tour Masters 1000, ATP World Tour 500, os ATP World Tour 250, o de fim de temporada (ATP Finals) e a World Team Cup, enquanto que a Federação Internacional de Tênis (ITF) tem os torneios do Grand Slam, a Copa Davis e a Copa Hopman.

## Calendário

### Países
| Torneios | País(es)                                                                                               | País(es)                                                                                      |
| -------- | --- | --------------------------------------------------------------------------------------------- |
| 13       | Estados Unidos                                                                                         | Estados Unidos                                                                                |
| 7        | França                                                                                                 | França                                                                                        |
| 5        | Alemanha                                                                                               | Alemanha                                                                                      |
| 4        | Austrália                                                                                              | Grã-Bretanha                                                                                  |
| 3        | Espanha                                                                                                | Espanha                                                                                       |
| 2        | China · Croácia · Países Baixos · Rússia                                                               | Sérvia · Suíça · Suécia                                                                       |
| 1        | África do Sul · Argentina · Áustria · Brasil · Canadá · Catar · Chile · Emirados Árabes Unidos · Índia | Itália · Japão · Malásia · Marrocos · México · Nova Zelândia · Portugal · Roménia · Tailândia |

### Mês a mês

#### Legenda
Abaixo estão exemplos, com explicações usando o elemento dica de contexto. Basta passar o cursor sobre cada linha pontilhada para lê-las.
| Semana de                   | Torneio                                                                                        | Campeã(s)(o/ões)            | Vice-campeã(s)(o/ões)     | Resultado            |
| --------------------------- | ---------------------------------------------------------------------------------------------- | --------------------------- | ------------------------- | -------------------- |
| 16 de janeiro 23 de janeiro | Australian Open · Melbourne, Austrália · Grand Slam · A$ 12.176.550 – duro – 128S•96Q•64D•32DM | jogador(a) 1                | jogador(a) 2              | 7–61, 4–6, 7–6(10–6) |
| 16 de janeiro 23 de janeiro | Australian Open · Melbourne, Austrália · Grand Slam · A$ 12.176.550 – duro – 128S•96Q•64D•32DM | jogador(a) 3 · jogador(a) 4 | jogador(a) 5 jogador(a) 6 | 4–6, 6–4, [11–9]     |
| 16 de janeiro 23 de janeiro | Australian Open · Melbourne, Austrália · Grand Slam · A$ 12.176.550 – duro – 128S•96Q•64D•32DM | jogadora 7 jogador 8        | jogadora 9 jogador 10     | 6–2, 4–6, [10–3]     |

| Casos excepcionais | Premiação               | Grand Slam | Grand Slam | Grand Slam |
| Casos excepcionais | Premiação               | Variável   |            |            |
| Casos excepcionais | Número de participantes | QD         | E          |            |
| Casos excepcionais | Ordenação dos torneios  |            |            |            |

| Ícones | Clicável      |                                        |                                           |
| Ícones | Clicável      | edição do torneio                      |                                           |
| Ícones | Não-clicáveis |                                        | primeiro título conquistado na modalidade |
| Ícones | Não-clicáveis | o(a) jogador(a)/país defendeu o título |                                           |

#### Janeiro
| Semana de                   | Torneio | Campeã(s)(o/ões)                                      | Vice-campeã(s)(o/ões)                     | Resultado       |
| --------------------------- | --- | ----------------------------------------------------- | ----------------------------------------- | --------------- |
| 4 de janeiro                | Brisbane International Brisbane, Austrália ATP World Tour 250 US$ 372.500 – duro – 32S•26Q•16D                          | Andy Roddick                                          | Radek Štěpánek                            | 7–62, 7–67      |
| 4 de janeiro                | Brisbane International Brisbane, Austrália ATP World Tour 250 US$ 372.500 – duro – 32S•26Q•16D                          | Jérémy Chardy · Marc Gicquel                          | Lukáš Dlouhý Leander Paes                 | 6–3, 7–65       |
| 4 de janeiro                | Aircel Chennai Open Chenai, Índia ATP World Tour 250 US$ 398.250 – duro – 32S•32Q•16D                                   | Marin Čilić                                           | Stanislas Wawrinka                        | 7–62, 7–63      |
| 4 de janeiro                | Aircel Chennai Open Chenai, Índia ATP World Tour 250 US$ 398.250 – duro – 32S•32Q•16D                                   | Marcel Granollers Santiago Ventura                    | Lu Yen-hsun Janko Tipsarević              | 7–5, 6–2        |
| 4 de janeiro                | Qatar ExxonMobil Open Doha, Catar ATP World Tour 250 US$ 1.024.000 – duro – 32S•32Q•16D                                 | Nikolay Davydenko                                     | Rafael Nadal                              | 0–6, 7–68, 6–4  |
| 4 de janeiro                | Qatar ExxonMobil Open Doha, Catar ATP World Tour 250 US$ 1.024.000 – duro – 32S•32Q•16D                                 | Guillermo García-López · Albert Montañés              | František Čermák Michal Mertiňák          | 6–4, 7–5        |
| 4 de janeiro                | Hyundai Hopman Cup Perth, Austrália Competição de curta duração entre países – mista A$ 1.000.000 – duro (coberto) – 8E | Espanha · María José Martínez Sánchez · Tommy Robredo | Grã-Bretanha · Laura Robson · Andy Murray | 2–1             |
| 11 de janeiro               | Heineken Open Auckland, Nova Zelândia ATP World Tour 250 US$ 355.500 – duro – 28S•22Q•16D                               | John Isner                                            | Arnaud Clément                            | 6–3, 5–7, 7–62  |
| 11 de janeiro               | Heineken Open Auckland, Nova Zelândia ATP World Tour 250 US$ 355.500 – duro – 28S•22Q•16D                               | Marcus Daniell · Horia Tecău                          | Marcelo Melo Bruno Soares                 | 7–5, 6–4        |
| 11 de janeiro               | Medibank International Sydney Sydney, Austrália ATP World Tour 250 US$ 372.500 – duro – 28S•32Q•16D                     | Marcos Baghdatis                                      | Richard Gasquet                           | 6–4, 7–62       |
| 11 de janeiro               | Medibank International Sydney Sydney, Austrália ATP World Tour 250 US$ 372.500 – duro – 28S•32Q•16D                     | Daniel Nestor Nenad Zimonjić                          | Ross Hutchins Jordan Kerr                 | 6–3, 7–65       |
| 18 de janeiro 25 de janeiro | Australian Open Melbourne, Austrália Grand Slam A$ 11.048.640 – duro – 128S•128Q•64D•32DM                               | Roger Federer                                         | Andy Murray                               | 6–3, 6–4, 7–611 |
| 18 de janeiro 25 de janeiro | Australian Open Melbourne, Austrália Grand Slam A$ 11.048.640 – duro – 128S•128Q•64D•32DM                               | Bob Bryan · Mike Bryan                                | Daniel Nestor Nenad Zimonjić              | 6–3, 56–7, 6–3  |
| 18 de janeiro 25 de janeiro | Australian Open Melbourne, Austrália Grand Slam A$ 11.048.640 – duro – 128S•128Q•64D•32DM                               | Cara Black Leander Paes                               | Ekaterina Makarova Jaroslav Levinský      | 7–5, 6–3        |

#### Fevereiro
| Semana de       | Torneio | Campeão(s)                           | Vice-campeão(s)                 | Resultado        |
| --------------- | --- | ------------------------------------ | ------------------------------- | ---------------- |
| 1º de fevereiro | SA Tennis Open Joanesburgo, África do Sul ATP World Tour 250 US$ 442.500 – duro – 32S•24Q•16D                                    | Feliciano López                      | Stéphane Robert                 | 7–5, 6–1         |
| 1º de fevereiro | SA Tennis Open Joanesburgo, África do Sul ATP World Tour 250 US$ 442.500 – duro – 32S•24Q•16D                                    | Rohan Bopanna · Aisam-ul-Haq Qureshi | Karol Beck Harel Levy           | 2–6, 6–3, [10–5] |
| 1º de fevereiro | Movistar Open Santiago, Chile ATP World Tour 250 US$ 398.250 – saibro – 32S•32Q•16D                                              | Thomaz Bellucci                      | Juan Mónaco                     | 6–2, 0–6, 0–4    |
| 1º de fevereiro | Movistar Open Santiago, Chile ATP World Tour 250 US$ 398.250 – saibro – 32S•32Q•16D                                              | Łukasz Kubot Oliver Marach           | Potito Starace Horacio Zeballos | 6–4, 6–0         |
| 1º de fevereiro | PBZ Zagreb Indoors Zagreb, Croácia ATP World Tour 250 € 450.000 – duro (coberto) – 32S•32Q•16D                                   | Marin Čilić                          | Michael Berrer                  | 6–4, 56–7, 6–3   |
| 1º de fevereiro | PBZ Zagreb Indoors Zagreb, Croácia ATP World Tour 250 € 450.000 – duro (coberto) – 32S•32Q•16D                                   | Jürgen Melzer · Philipp Petzschner   | Arnaud Clément Olivier Rochus   | 3–6, 6–3, [10–8] |
| 8 de fevereiro  | ABN AMRO World Tennis Tournament Roterdã, Países Baixos ATP World Tour 500 € 1.150.000 – duro (coberto) – 32S•16Q•16D            | Robin Söderling                      | Mikhail Youzhny                 | 6–2, 2–0, ab.    |
| 8 de fevereiro  | ABN AMRO World Tennis Tournament Roterdã, Países Baixos ATP World Tour 500 € 1.150.000 – duro (coberto) – 32S•16Q•16D            | Daniel Nestor · Nenad Zimonjić       | Simon Aspelin Paul Hanley       | 6–4, 4–6, [10–7] |
| 8 de fevereiro  | Brasil Open Mata de São João, Brasil ATP World Tour 250 US$ 442.500 – saibro – 32S•32Q•16D                                       | Juan Carlos Ferrero                  | Łukasz Kubot                    | 6–1, 6–0         |
| 8 de fevereiro  | Brasil Open Mata de São João, Brasil ATP World Tour 250 US$ 442.500 – saibro – 32S•32Q•16D                                       | Pablo Cuevas · Marcel Granollers     | Łukasz Kubot Oliver Marach      | 7–5, 6–4         |
| 8 de fevereiro  | SAP Open San José, Estados Unidos ATP World Tour 250 US$ 531.000 – duro (coberto) – 32S•30Q•16D                                  | Fernando Verdasco                    | Andy Roddick                    | 3–6, 6–4, 6–4    |
| 8 de fevereiro  | SAP Open San José, Estados Unidos ATP World Tour 250 US$ 531.000 – duro (coberto) – 32S•30Q•16D                                  | Mardy Fish · Sam Querrey             | Benjamin Becker Leonardo Mayer  | 7–63, 7–5        |
| 15 de fevereiro | Regions Morgan Keegan Championships Memphis, Estados Unidos ATP World Tour 500 US$ 1.100.000 – duro (coberto) – 32S•16Q•16D      | Sam Querrey                          | John Isner                      | 36–7, 7–65, 6–3  |
| 15 de fevereiro | Regions Morgan Keegan Championships Memphis, Estados Unidos ATP World Tour 500 US$ 1.100.000 – duro (coberto) – 32S•16Q•16D      | John Isner Sam Querrey               | Ross Hutchins Jordan Kerr       | 6–4, 6–4         |
| 15 de fevereiro | Copa Telmex Buenos Aires, Buenos Aires ATP World Tour 250 US$ 475.300 – saibro – 32S•32Q•16D                                     | Juan Carlos Ferrero                  | David Ferrer                    | 5–7, 6–4, 6–3    |
| 15 de fevereiro | Copa Telmex Buenos Aires, Buenos Aires ATP World Tour 250 US$ 475.300 – saibro – 32S•32Q•16D                                     | Sebastián Prieto · Horacio Zeballos  | Simon Greul Peter Luczak        | 7–64, 6–3        |
| 15 de fevereiro | Open 13 Marselha, França ATP World Tour 250 € 512.750 – duro (coberto) – 28S•32Q•16D                                             | Michaël Llodra                       | Julien Benneteau                | 6–3, 6–4         |
| 15 de fevereiro | Open 13 Marselha, França ATP World Tour 250 € 512.750 – duro (coberto) – 28S•32Q•16D                                             | Julien Benneteau · Michaël Llodra    | Julian Knowle Robert Lindstedt  | 6–4, 6–3         |
| 22 de fevereiro | Abierto Mexicano Telcel Acapulco, México ATP World Tour 500 US$ 955.000 – saibro – 32S•16Q•16D                                   | David Ferrer                         | Juan Carlos Ferrero             | 6–3, 3–6, 6–1    |
| 22 de fevereiro | Abierto Mexicano Telcel Acapulco, México ATP World Tour 500 US$ 955.000 – saibro – 32S•16Q•16D                                   | Łukasz Kubot Oliver Marach           | Fabio Fognini Potito Starace    | 6–0, 6–0         |
| 22 de fevereiro | Barclays Dubai Tennis Championships Dubai, Emirados Árabes Unidos ATP World Tour 500 US$ 1.619.500 – duro – 32S•16Q•16D          | Novak Djokovic                       | Mikhail Youzhny                 | 7–5, 5–7, 6–3    |
| 22 de fevereiro | Barclays Dubai Tennis Championships Dubai, Emirados Árabes Unidos ATP World Tour 500 US$ 1.619.500 – duro – 32S•16Q•16D          | Simon Aspelin Paul Hanley            | Lukáš Dlouhý Leander Paes       | 6–2, 6–3         |
| 22 de fevereiro | Delray Beach International Tennis Championships Delray Beach, Estados Unidos ATP World Tour 250 US$ 442.500 – duro – 32S•32Q•16D | Ernests Gulbis                       | Ivo Karlović                    | 6–2, 6–3         |
| 22 de fevereiro | Delray Beach International Tennis Championships Delray Beach, Estados Unidos ATP World Tour 250 US$ 442.500 – duro – 32S•32Q•16D | Bob Bryan · Mike Bryan               | Philipp Marx Igor Zelenay       | 6–3, 7–63        |

#### Março
| Semana de               | Torneio | Campeão(s)                                                                           | Vice-campeão(s)                                                                   | Resultado               |
| ----------------------- | --- | ------------------------------------------------------------------------------------ | --------------------------------------------------------------------------------- | ----------------------- |
| 1º de março             | Copa Davis: primeira fase Logronho, Espanha – saibro Toulon, França – duro (coberto) Moscou, Rússia – duro (coberto) Estocolmo, Suécia – duro (coberto) Varaždin, Croácia – duro (coberto) Belgrado, Sérvia – saibro (coberto) Coquimbo, Chile – saibro Bree, Bélgica – saibro (coberto) Competição de longa duração entre países – 16E | · Espanha · França · Rússia · Argentina · Croácia · Sérvia · Chile · República Checa | · Suíça · Alemanha · Índia · Suécia · Equador · Estados Unidos · Israel · Bélgica | 4–1 3–2 5–0 3–2 4–1 4–1 |
| 8 de março 15 de março  | BNP Paribas Open Indian Wells, Estados Unidos ATP World Tour Masters 1000 US$ 3.645.000 – duro – 96S•48Q•32D | Ivan Ljubičić                                                                        | Andy Roddick                                                                      | 7–63, 7–65              |
| 8 de março 15 de março  | BNP Paribas Open Indian Wells, Estados Unidos ATP World Tour Masters 1000 US$ 3.645.000 – duro – 96S•48Q•32D | Marc López Rafael Nadal                                                              | Daniel Nestor Nenad Zimonjić                                                      | 7–68, 6–3               |
| 22 de março 29 de março | Sony Ericsson Open Miami, Estados Unidos ATP World Tour Masters 1000 US$ 3.645.000 – duro – 96S•48Q•32D | Andy Roddick                                                                         | Tomáš Berdych                                                                     | 7–5, 6–4                |
| 22 de março 29 de março | Sony Ericsson Open Miami, Estados Unidos ATP World Tour Masters 1000 US$ 3.645.000 – duro – 96S•48Q•32D | Lukáš Dlouhý Leander Paes                                                            | Mahesh Bhupathi Max Mirnyi                                                        | 6–2, 7–5                |

#### Abril
| Semana de   | Torneio | Campeão(s)                     | Vice-campeão(s)                    | Resultado        |
| ----------- | --- | ------------------------------ | ---------------------------------- | ---------------- |
| 5 de abril  | Grand Prix Hassan II Casablanca, Marrocos ATP World Tour 250 € 450.000 – saibro – 28S•32Q•16D                          | Stanislas Wawrinka             | Victor Hănescu                     | 6–2, 6–3         |
| 5 de abril  | Grand Prix Hassan II Casablanca, Marrocos ATP World Tour 250 € 450.000 – saibro – 28S•32Q•16D                          | Robert Lindstedt Horia Tecău   | Rohan Bopanna Aisam-ul-Haq Qureshi | 6–2, 3–6, [10–7] |
| 5 de abril  | US Men's Clay Court Championship Houston, Estados Unidos ATP World Tour 250 US$ 442.500 – saibro – 28S•28Q•16D         | Juan Ignacio Chela             | Sam Querrey                        | 5–7, 6–4, 6–3    |
| 5 de abril  | US Men's Clay Court Championship Houston, Estados Unidos ATP World Tour 250 US$ 442.500 – saibro – 28S•28Q•16D         | Bob Bryan · Mike Bryan         | Stephen Huss Wesley Moodie         | 6–3, 7–5         |
| 12 de abril | Monte-Carlo Rolex Masters Roquebrune-Cap-Martin, França ATP World Tour Masters 1000 € 2.543.750 – saibro – 56S•28Q•24D | Rafael Nadal                   | Fernando Verdasco                  | 6–0, 6–1         |
| 12 de abril | Monte-Carlo Rolex Masters Roquebrune-Cap-Martin, França ATP World Tour Masters 1000 € 2.543.750 – saibro – 56S•28Q•24D | Daniel Nestor · Nenad Zimonjić | Mahesh Bhupathi Max Mirnyi         | 6–3, 2–0, ab.    |
| 19 de abril | Barcelona Open Banc Sabadell Barcelona, Espanha ATP World Tour 500 € 1.995.000 – saibro – 56S•28Q•24D                  | Fernando Verdasco              | Robin Söderling                    | 6–3, 4–6, 6–3    |
| 19 de abril | Barcelona Open Banc Sabadell Barcelona, Espanha ATP World Tour 500 € 1.995.000 – saibro – 56S•28Q•24D                  | Daniel Nestor · Nenad Zimonjić | Lleyton Hewitt Mark Knowles        | 4–6, 6–3, [10–6] |
| 26 de abril | Internazionali BNL d'Italia Roma, Itália ATP World Tour Masters 1000 € 2.750.000 – saibro – 56S•28Q•24D                | Rafael Nadal                   | David Ferrer                       | 7–5, 6–2         |
| 26 de abril | Internazionali BNL d'Italia Roma, Itália ATP World Tour Masters 1000 € 2.750.000 – saibro – 56S•28Q•24D                | Bob Bryan Mike Bryan           | John Isner Sam Querrey             | 6–2, 6–3         |

#### Maio
| Semana de             | Torneio | Campeã(s)(o/ões)                                                               | Vice-campeã(s)(o/ões)                                                              | Resultado         |
| --------------------- | --- | ------------------------------------------------------------------------------ | ---------------------------------------------------------------------------------- | ----------------- |
| 3 de maio             | Serbia Open Belgrado, Sérvia ATP World Tour 250 € 424.950 – saibro – 28S•18Q•16D                            | Sam Querrey                                                                    | John Isner                                                                         | 3–6, 7–64, 6–4    |
| 3 de maio             | Serbia Open Belgrado, Sérvia ATP World Tour 250 € 424.950 – saibro – 28S•18Q•16D                            | Santiago González · Travis Rettenmaier                                         | Tomasz Bednarek Mateusz Kowalczyk                                                  | 7–66, 6–1         |
| 3 de maio             | Estoril Open Estoril, Portugal ATP World Tour 250 € 450.000 – saibro – 28S•32Q•16D                          | Albert Montañés                                                                | Frederico Gil                                                                      | 6–2, 46–7, 7–5    |
| 3 de maio             | Estoril Open Estoril, Portugal ATP World Tour 250 € 450.000 – saibro – 28S•32Q•16D                          | Marc López · David Marrero                                                     | Pablo Cuevas Marcel Granollers                                                     | 16–7, 6–4, [10–4] |
| 3 de maio             | BMW Open Munique, Alemanha ATP World Tour 250 € 398.250 – saibro – 32S•28Q•16D                              | Mikhail Youzhny                                                                | Marin Čilić                                                                        | 6–3, 4–6, 6–4     |
| 3 de maio             | BMW Open Munique, Alemanha ATP World Tour 250 € 398.250 – saibro – 32S•28Q•16D                              | Oliver Marach Santiago Ventura                                                 | Eric Butorac Michael Kohlmann                                                      | 5–7, 6–3, [16–14] |
| 10 de maio            | Mutua Madrileña Madrid Open Madri, Espanha ATP World Tour Masters 1000 € 2.835.000 – saibro – 56S•28Q•24D   | Rafael Nadal                                                                   | Roger Federer                                                                      | 6–4, 7–65         |
| 10 de maio            | Mutua Madrileña Madrid Open Madri, Espanha ATP World Tour Masters 1000 € 2.835.000 – saibro – 56S•28Q•24D   | Bob Bryan Mike Bryan                                                           | Daniel Nestor Nenad Zimonjić                                                       | 6–3, 6–4          |
| 17 de maio            | Open de Nice Cote d'Azur Nice, França ATP World Tour 250 € 398.250 – saibro – 28S•17Q•16D                   | Richard Gasquet                                                                | Fernando Verdasco                                                                  | 6–3, 5–7, 7–65    |
| 17 de maio            | Open de Nice Cote d'Azur Nice, França ATP World Tour 250 € 398.250 – saibro – 28S•17Q•16D                   | Marcelo Melo Bruno Soares                                                      | Rohan Bopanna Aisam-ul-Haq Qureshi                                                 | 1–6, 6–3, [10–5]  |
| 17 de maio            | Arag World Team Cup Düsseldorf, Alemanha Competição de curta duração entre países € 1.075.000 – saibro – 8E | Argentina · Juan Mónaco · Eduardo Schwank · Diego Veronelli · Horacio Zeballos | Estados Unidos · Bob Bryan · Mike Bryan · Robby Ginepri · John Isner · Sam Querrey | 2–1               |
| 24 de maio 31 de maio | Torneio de Roland Garros Paris, França Grand Slam € – saibro – 128S•128Q•64D•32DM                           | Rafael Nadal                                                                   | Robin Söderling                                                                    | 6–4, 6–2, 6–4     |
| 24 de maio 31 de maio | Torneio de Roland Garros Paris, França Grand Slam € – saibro – 128S•128Q•64D•32DM                           | Daniel Nestor Nenad Zimonjić                                                   | Lukáš Dlouhý Leander Paes                                                          | 7–5, 6–2          |
| 24 de maio 31 de maio | Torneio de Roland Garros Paris, França Grand Slam € – saibro – 128S•128Q•64D•32DM                           | Katarina Srebotnik Nenad Zimonjić                                              | Yaroslava Shvedova Julian Knowle                                                   | 4–6, 7–65, [11–9] |

#### Junho
| Semana de               | Torneio                                                                                            | Campeã(s)(o/ões)                       | Vice-campeã(s)(o/ões)        | Resultado         |
| ----------------------- | -------------------------------------------------------------------------------------------------- | -------------------------------------- | ---------------------------- | ----------------- |
| 7 de junho              | Gerry Weber Open Halle, Alemanha ATP World Tour 250 € 750.000 – grama – 32S•32Q•16D                | Lleyton Hewitt                         | Roger Federer                | 3–6, 7–64, 6–4    |
| 7 de junho              | Gerry Weber Open Halle, Alemanha ATP World Tour 250 € 750.000 – grama – 32S•32Q•16D                | Sergiy Stakhovsky Mikhail Youzhny      | Martin Damm Filip Polášek    | 4–6, 7–5, [10–7]  |
| 7 de junho              | Aegon Championships Londres, Reino Unido ATP World Tour 250 € 713.950 – grama – 56S•28Q•24D        | Sam Querrey                            | Mardy Fish                   | 7–63, 7–5         |
| 7 de junho              | Aegon Championships Londres, Reino Unido ATP World Tour 250 € 713.950 – grama – 56S•28Q•24D        | Novak Djokovic · Jonathan Erlich       | Karol Beck David Škoch       | 66–7, 6–2, [10–3] |
| 14 de junho             | Aegon International Eastbourne, Reino Unido ATP World Tour 250 € 405.000 – grama – 32S•32Q•16D     | Michaël Llodra                         | Guillermo García-López       | 7–5, 6–2          |
| 14 de junho             | Aegon International Eastbourne, Reino Unido ATP World Tour 250 € 405.000 – grama – 32S•32Q•16D     | Mariusz Fyrstenberg · Marcin Matkowski | Colin Fleming Ken Skupski    | 6–3, 5–7, [10–8]  |
| 14 de junho             | Unicef Open 's-Hertogenbosch, Países Baixos ATP World Tour 250 US$ 450.000 – grama – 28S•26Q•16D   | Sergiy Stakhovsky                      | Janko Tipsarević             | 6–3, 6–0          |
| 14 de junho             | Unicef Open 's-Hertogenbosch, Países Baixos ATP World Tour 250 US$ 450.000 – grama – 28S•26Q•16D   | Robert Lindstedt Horia Tecău           | Lukáš Dlouhý Leander Paes    | 1–6, 7–5, [10–7]  |
| 21 de junho 28 de junho | Torneio de Wimbledon Londres, Reino Unido Grand Slam £ 6.361.000 – grama – 128S•128Q•64D•16QD•48DM | Rafael Nadal                           | Tomáš Berdych                | 6–3, 7–5, 6–4     |
| 21 de junho 28 de junho | Torneio de Wimbledon Londres, Reino Unido Grand Slam £ 6.361.000 – grama – 128S•128Q•64D•16QD•48DM | Jürgen Melzer Philipp Petzschner       | Robert Lindstedt Horia Tecău | 6–1, 7–5, 7–5     |
| 21 de junho 28 de junho | Torneio de Wimbledon Londres, Reino Unido Grand Slam £ 6.361.000 – grama – 128S•128Q•64D•16QD•48DM | Cara Black Leander Paes                | Lisa Raymond Wesley Moodie   | 6–4, 7–65         |

#### Julho
| Semana de   | Torneio | Campeão(s)                                      | Vice-campeão(s)                      | Resultado          |
| ----------- | --- | ----------------------------------------------- | ------------------------------------ | ------------------ |
| 5 de julho  | Campbell's Hall of Fame Tennis Championships Newport, Estados Unidos ATP World Tour 250 US$ 442.500 – grama – 32S•32Q•16D                                                                                      | Mardy Fish                                      | Olivier Rochus                       | 5–7, 6–3, 6–4      |
| 5 de julho  | Campbell's Hall of Fame Tennis Championships Newport, Estados Unidos ATP World Tour 250 US$ 442.500 – grama – 32S•32Q•16D                                                                                      | Carsten Ball Chris Guccione                     | Santiago González Travis Rettenmaier | 6–3, 6–4           |
| 5 de julho  | Copa Davis: quartas de final Clermont-Ferrand, França – duro (coberto) Moscou, Rússia – duro (coberto) Split, Croácia – duro (coberto) Coquimbo, Chile – saibro Competição de longa duração entre países – 16E | · França · Argentina · Sérvia · República Checa | · Espanha · Rússia · Croácia · Chile | 5–0 3–2 4–1 4–1    |
| 12 de julho | Skistar Swedish Open Båstad, Suécia ATP World Tour 250 € 450.000 – saibro – 28S•30Q•16D | Nicolás Almagro                                 | Robin Söderling                      | 7–5, 3–6, 6–2      |
| 12 de julho | Skistar Swedish Open Båstad, Suécia ATP World Tour 250 € 450.000 – saibro – 28S•30Q•16D | Robert Lindstedt Horia Tecău                    | Andreas Seppi Simone Vagnozzi        | 6–4, 7–5           |
| 12 de julho | MercedesCup Stuttgart, Alemanha ATP World Tour 250 € 450.000 – saibro – 32S•30Q•16D | Albert Montañés                                 | Gaël Monfils                         | 6–2, 1–2, ab.      |
| 12 de julho | MercedesCup Stuttgart, Alemanha ATP World Tour 250 € 450.000 – saibro – 32S•30Q•16D | Carlos Berlocq · Eduardo Schwank                | Christopher Kas Philipp Petzschner   | 7–65, 7–66         |
| 19 de julho | German Open Hamburgo, Alemanha ATP World Tour 500 € 1.115.000 – saibro – 48S•24Q•16D | Andrey Golubev                                  | Jürgen Melzer                        | 6–3, 7–5           |
| 19 de julho | German Open Hamburgo, Alemanha ATP World Tour 500 € 1.115.000 – saibro – 48S•24Q•16D | Marc López David Marrero                        | Jérémy Chardy Paul-Henri Mathieu     | 6–3, 2–6, [10–8]   |
| 19 de julho | Atlanta Tennis Championships Atlanta, Estados Unidos ATP World Tour 250 US$ 531.000 – duro – 28S•26Q•16D | Mardy Fish                                      | John Isner                           | 4–6, 6–4, 7–64     |
| 19 de julho | Atlanta Tennis Championships Atlanta, Estados Unidos ATP World Tour 250 US$ 531.000 – duro – 28S•26Q•16D | Scott Lipsky Rajeev Ram                         | Rohan Bopanna Joran Vliegen          | 6–3, 46–7, [12–10] |
| 26 de julho | Allianz Suisse Open Gstaad Gstaad, Suíça ATP World Tour 250 € 450.000 – saibro – 32S•22Q•16D | Nicolás Almagro                                 | Richard Gasquet                      | 7–5, 6–1           |
| 26 de julho | Allianz Suisse Open Gstaad Gstaad, Suíça ATP World Tour 250 € 450.000 – saibro – 32S•22Q•16D | Johan Brunström · Jarkko Nieminen               | Marcelo Melo Bruno Soares            | 6–3, 46–7, [11–9]  |
| 26 de julho | Farmers Classic Los Angeles, Estados Unidos ATP World Tour 250 US$ 619.500 – duro – 28S•32Q•16D | Sam Querrey                                     | Andy Murray                          | 5–7, 7–62, 6–3     |
| 26 de julho | Farmers Classic Los Angeles, Estados Unidos ATP World Tour 250 US$ 619.500 – duro – 28S•32Q•16D | Bob Bryan · Mike Bryan                          | Eric Butorac Jean-Julien Rojer       | 66–7, 6–2, [10–7]  |
| 26 de julho | Studena Croatia Open Umag Umago, Croácia ATP World Tour 250 € 450.000 – saibro – 28S•32Q•16D | Juan Carlos Ferrero                             | Potito Starace                       | 6–4, 6–4           |
| 26 de julho | Studena Croatia Open Umag Umago, Croácia ATP World Tour 250 € 450.000 – saibro – 28S•32Q•16D | Leoš Friedl Filip Polášek                       | František Čermák Michal Mertiňák     | 6–3, 7–67          |

#### Agosto
| Semana de                  | Torneio | Campeã(s)(o/ões)             | Vice-campeã(s)(o/ões)              | Resultado          |
| -------------------------- | --- | ---------------------------- | ---------------------------------- | ------------------ |
| 2 de agosto                | Legg Mason Tennis Classic Washington, Estados Unidos ATP World Tour 500 US$ 1.165.500 – duro – 48S•24Q•16D                           | David Nalbandian             | Marcos Baghdatis                   | 6–2, 7–64          |
| 2 de agosto                | Legg Mason Tennis Classic Washington, Estados Unidos ATP World Tour 500 US$ 1.165.500 – duro – 48S•24Q•16D                           | Mardy Fish Mark Knowles      | Tomáš Berdych Radek Štěpánek       | 4–6, 7–67, [10–7]  |
| 9 de agosto                | Rogers Cup Toronto, Canadá ATP World Tour Masters 1000 US$ 2.430.000 – duro – 56S•28Q•24D                                            | Andy Murray                  | Roger Federer                      | 7–5, 7–5           |
| 9 de agosto                | Rogers Cup Toronto, Canadá ATP World Tour Masters 1000 US$ 2.430.000 – duro – 56S•28Q•24D                                            | Bob Bryan Mike Bryan         | Julien Benneteau Michaël Llodra    | 7–5, 6–3           |
| 16 de agosto               | Western & Southern Financial Group Masters Cincinnati, Estados Unidos ATP World Tour Masters 1000 US$ 2.430.000 – duro – 56S•28Q•24D | Roger Federer                | Mardy Fish                         | 56–7, 7–61, 6–4    |
| 16 de agosto               | Western & Southern Financial Group Masters Cincinnati, Estados Unidos ATP World Tour Masters 1000 US$ 2.430.000 – duro – 56S•28Q•24D | Bob Bryan Mike Bryan         | Mahesh Bhupathi Max Mirnyi         | 6–3, 6–4           |
| 23 de agosto               | Pilot Pen Tennis at Yale New Haven, Estados Unidos ATP World Tour 250 US$ 663.750 – duro – 48S•32Q•16D                               | Sergiy Stakhovsky            | Denis Istomin                      | 3–6, 6–3, 6–4      |
| 23 de agosto               | Pilot Pen Tennis at Yale New Haven, Estados Unidos ATP World Tour 250 US$ 663.750 – duro – 48S•32Q•16D                               | Robert Lindstedt Horia Tecău | Rohan Bopanna Aisam-ul-Haq Qureshi | 6–4, 7–5           |
| 30 de agosto 6 de setembro | US Open Nova York, Estados Unidos Grand Slam US$ 10.508.000 – duro – 128S•128Q•64D•32DM                                              | Rafael Nadal                 | Novak Djokovic                     | 6–4, 5–7, 6–4, 6–2 |
| 30 de agosto 6 de setembro | US Open Nova York, Estados Unidos Grand Slam US$ 10.508.000 – duro – 128S•128Q•64D•32DM                                              | Bob Bryan Mike Bryan         | Rohan Bopanna Aisam-ul-Haq Qureshi | 7–65, 7–64         |
| 30 de agosto 6 de setembro | US Open Nova York, Estados Unidos Grand Slam US$ 10.508.000 – duro – 128S•128Q•64D•32DM                                              | Liezel Huber Bob Bryan       | Květa Peschke Aisam-ul-Haq Qureshi | 6–4, 6–4           |

#### Setembro
| Semana de      | Torneio | Campeão(s)                       | Vice-campeão(s)                      | Resultado         |
| -------------- | --- | -------------------------------- | ------------------------------------ | ----------------- |
| 13 de setembro | Copa Davis: semifinais Lyon, França – duro (coberto) Belgrado, Sérvia – duro (coberto) Competição de longa duração entre países – 16E | · França · Sérvia                | · Argentina · República Checa        | 5–0 3–2           |
| 20 de setembro | BCR Open Romania Bucareste, Romênia ATP World Tour 250 € 420.200 – saibro – 28S•32Q•16D                                               | Juan Ignacio Chela               | Pablo Andújar                        | 7–5, 6–1          |
| 20 de setembro | BCR Open Romania Bucareste, Romênia ATP World Tour 250 € 420.200 – saibro – 28S•32Q•16D                                               | Juan Ignacio Chela Łukasz Kubot  | Marcel Granollers Santiago Ventura   | 6–2, 5–7, [13–11] |
| 20 de setembro | Open de Moselle Metz, França ATP World Tour 250 € 450.000 – duro (coberto) – 28S•25Q•16D                                              | Gilles Simon                     | Mischa Zverev                        | 6–3, 6–2          |
| 20 de setembro | Open de Moselle Metz, França ATP World Tour 250 € 450.000 – duro (coberto) – 28S•25Q•16D                                              | Dustin Brown · Rogier Wassen     | Marcelo Melo Bruno Soares            | 6–3, 6–3          |
| 27 de setembro | PTT Thailand Open Bangkok, Tailândia ATP World Tour 250 US$ 551.000 – duro (coberto) – 28S•32Q•16D                                    | Guillermo García-López           | Jarkko Nieminen                      | 6–4, 3–6, 6–4     |
| 27 de setembro | PTT Thailand Open Bangkok, Tailândia ATP World Tour 250 US$ 551.000 – duro (coberto) – 28S•32Q•16D                                    | Christopher Kas · Viktor Troicki | Jonathan Erlich Jürgen Melzer        | 6–4, 6–4          |
| 27 de setembro | Malaysian Open Kuala Lumpur, Malásia ATP World Tour 250 US$ 850.000 – duro (coberto) – 28S•17Q•16D                                    | Mikhail Youzhny                  | Andrey Golubev                       | 76–7, 6–2, 7–63   |
| 27 de setembro | Malaysian Open Kuala Lumpur, Malásia ATP World Tour 250 US$ 850.000 – duro (coberto) – 28S•17Q•16D                                    | František Čermák Michal Mertiňák | Mariusz Fyrstenberg Marcin Matkowski | 7–63, 7–65        |

#### Outubro
| Semana de     | Torneio | Campeão(s)                       | Vice-campeão(s)                      | Resultado        |
| ------------- | --- | -------------------------------- | ------------------------------------ | ---------------- |
| 4 de outubro  | China Open Pequim, China ATP World Tour 500 US$ 2.100.000 – duro – 32S•16Q•16D                              | Novak Djokovic                   | David Ferrer                         | 6–2, 6–4         |
| 4 de outubro  | China Open Pequim, China ATP World Tour 500 US$ 2.100.000 – duro – 32S•16Q•16D                              | Bob Bryan · Mike Bryan           | Mariusz Fyrstenberg Marcin Matkowski | 6–1, 7–65        |
| 4 de outubro  | Rakuten Japan Open Tennis Championships Tóquio, Japão ATP World Tour 500 US$ 1.100.000 – duro – 32S•16Q•16D | Rafael Nadal                     | Gaël Monfils                         | 6–1, 7–5         |
| 4 de outubro  | Rakuten Japan Open Tennis Championships Tóquio, Japão ATP World Tour 500 US$ 1.100.000 – duro – 32S•16Q•16D | Eric Butorac · Jean-Julien Rojer | Andreas Seppi Dmitry Tursunov        | 6–3, 6–2         |
| 11 de outubro | Shanghai Rolex Masters Xangai, China ATP World Tour Masters 1000 US$ 3.240.000 – duro – 56S•28Q•24D         | Andy Murray                      | Roger Federer                        | 6–3, 6–2         |
| 11 de outubro | Shanghai Rolex Masters Xangai, China ATP World Tour Masters 1000 US$ 3.240.000 – duro – 56S•28Q•24D         | Jürgen Melzer Leander Paes       | Mariusz Fyrstenberg Marcin Matkowski | 7–5, 4–6, [10–5] |
| 18 de outubro | If Stockholm Open Estocolmo, Suécia ATP World Tour 250 € 600.000 – duro (coberto) – 28S•32Q•16D             | Roger Federer                    | Florian Mayer                        | 6–4, 6–3         |
| 18 de outubro | If Stockholm Open Estocolmo, Suécia ATP World Tour 250 € 600.000 – duro (coberto) – 28S•32Q•16D             | Eric Butorac Jean-Julien Rojer   | Johan Brunström Jarkko Nieminen      | 6–3, 6–4         |
| 18 de outubro | Kremlin Cup Moscou, Rússia ATP World Tour 250 US$ 1.000.000 – duro (coberto) – 28S•32Q•16D                  | Viktor Troicki                   | Marcos Baghdatis                     | 3–6, 6–4, 6–3    |
| 18 de outubro | Kremlin Cup Moscou, Rússia ATP World Tour 250 US$ 1.000.000 – duro (coberto) – 28S•32Q•16D                  | Igor Kunitsyn · Dmitry Tursunov  | Janko Tipsarević Viktor Troicki      | 7–68, 6–3        |
| 25 de outubro | Open Sud de France Montpellier, França ATP World Tour 250 € 650.000 – duro (coberto) – 28S•32Q•16D          | Gaël Monfils                     | Ivan Ljubičić                        | 6–2, 5–7, 6–1    |
| 25 de outubro | Open Sud de France Montpellier, França ATP World Tour 250 € 650.000 – duro (coberto) – 28S•32Q•16D          | Stephen Huss Ross Hutchins       | Marc López Eduardo Schwank           | 6–2, 4–6, [10–7] |
| 25 de outubro | St. Petersburg Open São Petersburgo, Rússia ATP World Tour 250 US$ 663.750 – duro (coberto) – 32S•32Q•16D   | Mikhail Kukushkin                | Mikhail Youzhny                      | 6–3, 7–62        |
| 25 de outubro | St. Petersburg Open São Petersburgo, Rússia ATP World Tour 250 US$ 663.750 – duro (coberto) – 32S•32Q•16D   | Daniele Bracciali Potito Starace | Rohan Bopanna Aisam-ul-Haq Qureshi   | 7–66, 7–65       |
| 25 de outubro | Bank Austria TennisTrophy Viena, Áustria ATP World Tour 250 € 650.000 – duro (coberto) – 28S•32Q•16D        | Jürgen Melzer                    | Andreas Haider-Maurer                | 106–7, 7–64, 6–4 |
| 25 de outubro | Bank Austria TennisTrophy Viena, Áustria ATP World Tour 250 € 650.000 – duro (coberto) – 28S•32Q•16D        | Daniel Nestor Nenad Zimonjić     | Mariusz Fyrstenberg Marcin Matkowski | 7–5, 3–6, [10–5] |

#### Novembro
| Semana de      | Torneio | Campeão(s)                                                                   | Vice-campeão(s)                                                        | Resultado                |
| -------------- | --- | ---------------------------------------------------------------------------- | ---------------------------------------------------------------------- | ------------------------ |
| 1º de novembro | Swiss Indoors Basileia, Suíça ATP World Tour 500 € 1.755.000 – duro (coberto) – 32S•16Q•16D                            | Roger Federer                                                                | Novak Djokovic                                                         | 6–4, 3–6, 6–1            |
| 1º de novembro | Swiss Indoors Basileia, Suíça ATP World Tour 500 € 1.755.000 – duro (coberto) – 32S•16Q•16D                            | Bob Bryan Mike Bryan                                                         | Daniel Nestor Nenad Zimonjić                                           | 6–3, 3–6, [10–3]         |
| 1º de novembro | Valencia Open 500 Valência, Espanha ATP World Tour 500 € 1.357.000 – duro (coberto) – 32S•16Q•16D                      | David Ferrer                                                                 | Marcel Granollers                                                      | 7–5, 6–3                 |
| 1º de novembro | Valencia Open 500 Valência, Espanha ATP World Tour 500 € 1.357.000 – duro (coberto) – 32S•16Q•16D                      | Andy Murray Jamie Murray                                                     | Mahesh Bhupathi · Max Mirnyi                                           | 7–68, 5–7, [10–7]        |
| 8 de novembro  | BNP Paribas Masters Paris, França ATP World Tour Masters 1000 € 2.750.000 – duro (coberto) – 48S•24Q•24D               | Robin Söderling                                                              | Gaël Monfils                                                           | 6–1, 7–61                |
| 8 de novembro  | BNP Paribas Masters Paris, França ATP World Tour Masters 1000 € 2.750.000 – duro (coberto) – 48S•24Q•24D               | Mahesh Bhupathi Max Mirnyi                                                   | Mark Knowles Andy Ram                                                  | 7–5, 7–5                 |
| 15 de novembro | sem torneios programados                                                                                               | sem torneios programados                                                     | sem torneios programados                                               | sem torneios programados |
| 22 de novembro | Barclays ATP World Tour Finals Londres, Reino Unido Torneio de fim de temporada US$ 5.070.000 – duro (coberto) – 8S•8D | Roger Federer                                                                | Rafael Nadal                                                           | 6–3, 3–6, 6–1            |
| 22 de novembro | Barclays ATP World Tour Finals Londres, Reino Unido Torneio de fim de temporada US$ 5.070.000 – duro (coberto) – 8S•8D | Daniel Nestor Nenad Zimonjić                                                 | Mahesh Bhupathi Max Mirnyi                                             | 7–66, 6–4                |
| 29 de novembro | Copa Davis: final Belgrado, Sérvia – duro (coberto) Competição de longa duração entre países – 16E                     | Sérvia · Novak Djokovic · Janko Tipsarević · Viktor Troicki · Nenad Zimonjić | França · Arnaud Clément · Michaël Llodra · Gaël Monfils · Gilles Simon | 3–2                      |